# Storia della gladiatura

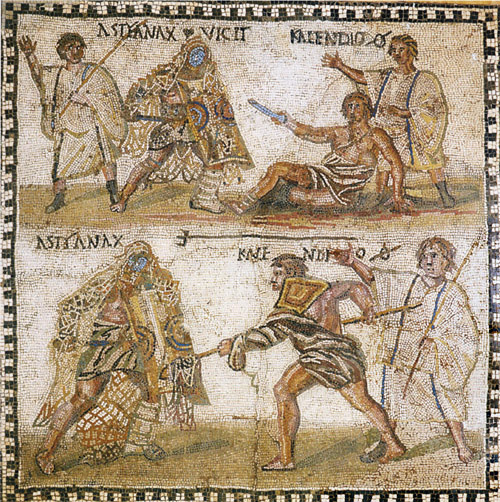
Il retiatirus Kalendio affronta il secutor Astianace, mosaico del IV secolo (Museo archeologico nazionale di Spagna)

L'origine della figura del gladiatore è ricollegata all'istituzione del cosiddetto munus (al plurale munera, da cui il nome degli spettacoli), il dovere/obbligo dovuto dalle famiglie benestanti ai propri defunti, durante le quali uomini armati, alla presenza di un arbitro, si battevano per onorare il defunto. Legati all'iniziativa dei privati e comunque destinati al popolo romano, i Munera erano in origine distinti dai Ludi, gli spettacoli sponsorizzati dallo Stato. L'origine dei munera è ancora oggetto di dibattito, seppur si tenda ad interpretarla come una pratica di culto degli antenati sviluppatasi nella Penisola presso una popolazione diversa dai Romani, una forma alternativa e meno cruenta al sacrificio umano sviluppatasi o in Etruria o in Campania e poi mutuata dai Romani.
Si hanno notizie sistematiche dei munera nell'Urbe come parte dei riti funebri dei patrizi romani al tempo delle Guerre puniche (III secolo a.C.) e da allora in poi divennero rapidamente un elemento essenziale della vita sociale e politica del mondo romano, allora in rapidissima espansione (v.si Suddivisioni e cronologia delle province romane). Già nella prima metà del II secolo a.C., gli scontri tra gladiatori erano ormai tanto comuni che potevano essere ignorati dalla registrazione ufficiale e persero progressivamente l'originale connotazione cerimoniale-funeraria trasformandosi in spettacoli di massa offerti da facoltosi personaggi (lat. editores o munerarii) che principiarono a servirsene come strumento di propaganda politica per procurarsi consenso ed accrescere il proprio prestigio. Il gladiatore divenne forse il più iconico esempio di quell'influente meccanismo di potere efficacemente descritto dalla nota locuzione del poeta Giovenale (50/60–127 d.C.) «panem et circenses».
Parallelamente, la figura del gladiatore passò da quella del prigioniero di guerra condannato a morte tramite combattimento al combattente professionista, spesso di origine servile ma non solo, forse già alla fine del III secolo a.C. Questi combattenti professionisti necessitavano forzatamente di apposite scuole/caserme nelle quali essere debitamente addestrati che furono anch'esse chiamate ludi. Le scuole gladiatorie, tanto quanto la nuova tipologia di edifici appositamente sviluppati per ospitare i munera, gli anfiteatri, di diffusero massicciamente, a Roma tanto quanto in Italia e poi nelle province, a partire dal I secolo a.C.
Nel medesimo periodo, coincidente con il passaggio di Roma da Repubblica ad Impero, i munera erano ormai entrati de facto nel novero dei Ludi, oltre ad essere ormai un potente elemento di condizionamento della vita politica la cui organizzazione era funzionale al cursus honorum del loro editor. Nel contesto di tensione politica e complotti di quegli anni, caratterizzati appunto da editores molto spregiudicati, valga su tutti l'esempio di Giulio Cesare, non mancarono poi le leggi suntuarie con le quali il Senato di Roma tentò di addomesticare i munera. Ciò avvenne però solo per opera di Augusto, al principio dell'Impero, che li distinse in ordinaria, previsti cioè in occasione di certe festività, o extraordinaria per celebrare particolari occasioni, oltre a definire le categorie gladiatorie (lat. armaturae), stabilire le regole del combattimento, la disposizione dei posti a sedere nell'anfiteatro, ecc. I suoi successori, la dinastia giulio-claudia (27 a.C.–68 d.C.), furono del pari attivi promotori di spettacoli e, inevitabilmente, organizzatori e costruttori d'anfiteatri e scuole gladiatorie. Sotto la successiva dinastia flavia (69–96) i munera in Roma furono interessati da un'importante riassetto logistico che portò alla costruzione di un vero e proprio "polo" comprendente il Colosseo, il Ludus Magnus e molto altro. Il gettito di denaro prodotto e consumato da questi spettacoli, tra organizzazione, scommesse, ecc., raggiunse, sotto i successivi Imperatori adottivi (96–180 d.C.), cifre tali da richiamare sistematicamente l'attenzione del fisco imperiale: ad esempio, l'imperatore Marco Aurelio (r. 161–180 d.C.) dovette limitare a 12000 sesterzi lo stipendio di un gladiatore di grido.
La tradizione dei munera corse parallelamente alla storia di Roma per circa sette secoli, raggiungendo l'apice tra il I secolo a.C. e il II secolo d.C. e principiando ad indebolirsi con la crisi del III secolo d.C. La definitiva affermazione del Cristianesimo a Roma nel corso del IV secolo d.C. contribuì al declino dei munera che si concretizzò comunque solo sotto la dinastia teodosiana (379–457 d.C.): l'imperatore Onorio (r. 395–423 d.C.) ne ordinò l'abolizione nel 404 d.C. e Valentiniano III (r. 425–455 d.C.) li proibì definitivamente nel 438 d.C. Le Venationes, spettacoli nei quali una specifica categoria di gladiatori, i bestiarii, combattevano contro le fiere (orsi, leoni, leopardi, ecc.), continuarono invece sino al VI secolo: es. nella Cartagine dominata dai Vandali (429–534 d.C.), il poeta Luxorius compose all'inizio del secolo un epitaffio in onore del giovane bestiario Olimpio. A questo punto, l'interesse per le sfide gladiatorie era scemato in tutto il mondo romano.

## Premessa: la storia della gladiatura nelle fonti classiche
In età repubblicana e, soprattutto, imperiale, i gladiatori e gli spettacoli che li vedevano coinvolti, i munera (sing. munus), erano ormai così addentro al vivere quotidiano dell'antica Roma da averci lasciato testimonianza di sé tanto nei testi della legislazione romana pervenutici (come il celebre Digesto) quanto nei testi di moltissimi autori latini. Anzitutto gli scrittori, soprattutto poeti, cui dobbiamo i più vividi specchi delle abitudini, anche le più grezze e palpitanti, dell'Urbe, come Marziale (34/41–104 d.C.) e Giovenale (50/60–127 d.C.) ma anche quelli più seri come Cicerone (106–43 a.C.), Seneca (4 a.C.–65 d.C.), ecc. I gladiatori e, soprattutto, i munera, sono poi ampiamente descritti dai grandi storici dell'Impero, sia di lingua latina sia di lingua greca: Tito Livio (59 a.C.–17 d.C.), Tacito (55?–117/120 d.C.) e Cassio Dione (155–235 d.C.) per citarne alcuni.
Come verrà approfondito nel seguito, l'origine della gladiatura non è oggi ancora del tutto chiara, anche in ragione del fatto che le fonti latine stesse sono discordanti sul tema. L'unico dato certo è che si trattò di un'usanza non romana mutuata da qualche altra popolazione stanziata nella Penisola italica. Alla fine del I secolo a.C., lo storico greco Nicola di Damasco († 14 a.C.) sostenne l'origine etrusca dei giochi gladiatorii. Una generazione dopo, Tito Livio scrisse invece che furono tenuti per la prima volta nel 310 a.C. dai Campani per celebrare la loro vittoria sui Sanniti. Più di duecent'anni dopo, il letterato romano-cristiano Tertulliano (155–230 d.C.) ribadì l'origine etrusca, avanzando le tesi, poi riprese in epoca medievale da Isidoro di Siviglia (560–636), che l'etimo latino "lanista", il proprietario della scuola/caaserma nella quale i gladiatori si allenavano, derivasse dall'etimo di lingua etrusca per "carnefice" e che il titolo di "Caronte", assegnato alla maschera che trascinava i gladiatori morti fuori dall'arena, derivasse da Charun, lo psicopompo degli inferi etruschi. Queste tesi furono accettate dai primi studiosi moderni di archeologia e storia romana e sono oggi promosse nella maggior parte delle principali monografie storiche dedicate ai gladiatori ed alla loro storia.

## Origini

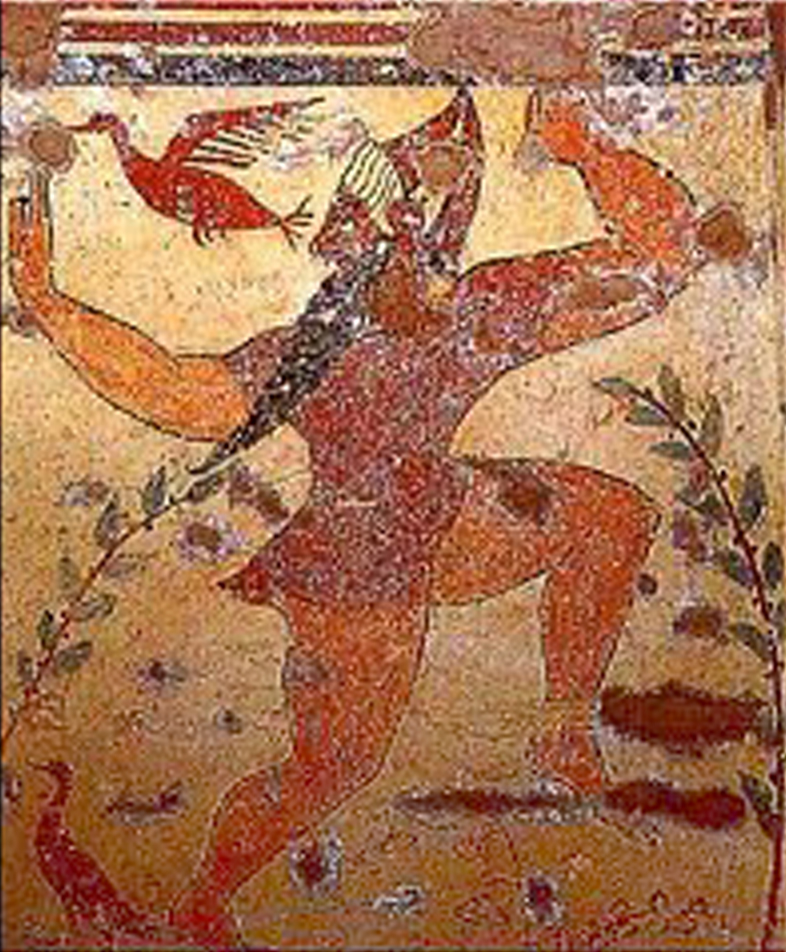
Il Phersu, antenato etrusco dei gladiatori romani - affresco nella Tomba degli Auguri, Necropoli dei Monterozzi, Tarquinia.

### Dibattito
Secondo Tertulliano, la gladiatura sviluppò come forma alternativa e meno cruenta al sacrificio umano offerto sulle tombe dei defunti e altrettanto sostenne Servio in un suo commento al passo «inferias quos immolet umbris» dell'Eneide di Virgilio:
((LA) Servio Mario Onorato, Commentarii in Vergilii Aeneidos, Libro X, 519. URL consultato il 22 agosto 2010.)
Tale interpretazione non è condivisa da tutti gli studiosi e si privilegia piuttosto il suo inserimento all’interno dei cerimoniali funebri, intesi come omaggio o obbligo (lat. munus, pl. munera) da assolvere nei confronti del mane (lett. "spirito" o "ombra") di un antenato morto da parte dei suoi discendenti. A Roma i funerali dei personaggi di rilievo rappresentavano l'occasione per le famiglie benestanti di ostentare la propria ricchezza. I primi combattimenti si svolsero pertanto attorno al bustum (lo spazio ov'era collocata la pira funeraria) per onorare la persona deceduta, e ad essi prese parte la prima tipologia di gladiatore romano noto, il bustuarius.

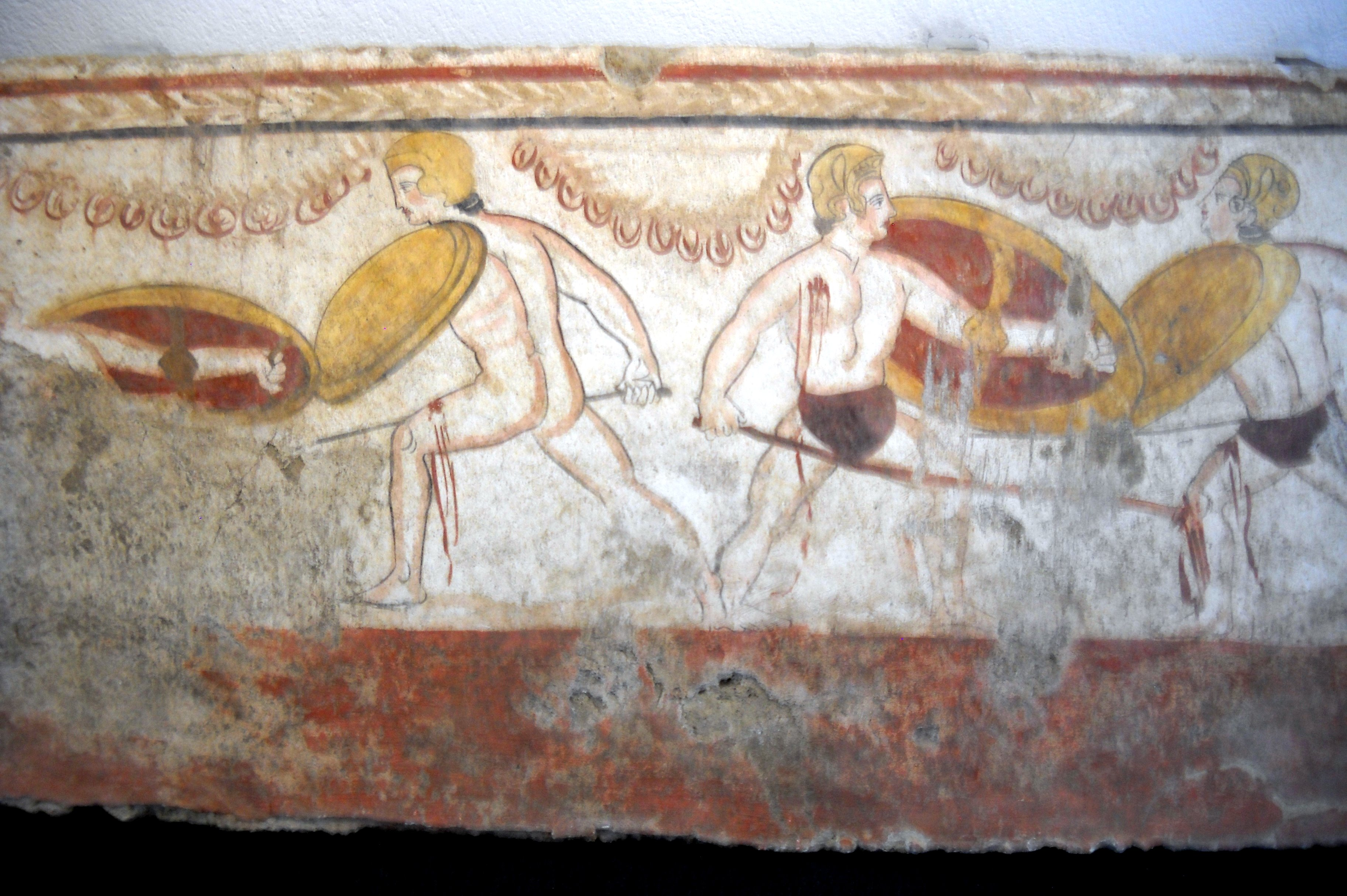
I "gladiatori" nelle tombe lucane di Paestum - affresco, Necropoli di Laghetto, Paestum.

Premesso dunque che la gladiatura fu la diretta o indiretta derivazione d'una pratica legata al culto degli antenati praticato a Roma in età regia e poi repubblicana, il dato certo, pervenutoci come anticipato dagli autori romani stessi, è che fu un prestito culturale non-romano sulla cui effettiva origine prosegue oggi il dibattito, supportato da evidenze archeologiche:
- Sulle pareti di due tombe del VI secolo a.C. di Tarquinia, uno dei più antichi e importanti insediamenti della dodecapoli etrusca, rispettivamente la "Tomba degli Àuguri" (post 550 a.C.) e la "Tomba delle Olimpiadi" (post 525 a.C.), è raffigurato un gruppo composto da uno strano personaggio mascherato, denominato "Phersu", che tiene al laccio un feroce cane aizzato contro un uomo con la testa coperta da un sacco armato di clava per difendersi dall'animale. In questa cruenta scena di combattimento, oggi più facilmente interpretabile come antesignana della damnatio ad bestias romana che come uno scontro gladiatorio,[35] il latinista ed etruscologo Raymond Bloch (1914–1997) volle leggere un'anticipazione dei giochi gladiatori romani che deriverebbero quindi dai giochi funebri dell'Etruria, nel corso dei quali venivano offerti al defunto selvaggi combattimenti tra avversari che cercavano disperatamente ciascuno di salvare la propria vita.[3] Su urne e sarcofagi etruschi si ritrovano frequentemente rappresentazioni di combattimenti anche se l'interpretazione di tali scene non sempre porta a ritenere trattarsi effettivamente di gladiatori piuttosto che di scene mitologiche o di combattimenti tra guerrieri.
- Per alcuni studiosi moderni, la rivalutazione dell'evidenza pittorica supporta invece un'origine campana, o almeno un suo prestito, per i giochi e i gladiatori.[36][37] La Campania ospitò, non a caso, tanto i primi anfiteatri quanto le prime scuole di gladiatori conosciute.[8][38] Gli oltre trenta affreschi tombali del IV secolo a.C. della città campana di Paestum,[35] colonizzata dai romani non prima del 273 a.C., mostrano combattenti in coppia, con elmi, lance e scudi, alla presenza di un arbitro,[39] in un rito funebre propiziatorio di sangue che anticipa i primi giochi dei gladiatori romani.[8] Rispetto a queste immagini, le prove a sostegno delle pitture tombali etrusche risultano provvisorie e tardive. Gli affreschi di Paestum possono infatti rappresentare la continuazione di una tradizione molto più antica, acquisita o ereditata da coloni greci dell'VIII secolo a.C.[40]

### Certezze
Dati storici ed archeologici sulla gladiatura si fanno più chiari e puntuali a partire dal III secolo a.C. Tito Livio colloca i primi giochi gladiatorii romani nel 264 a.C., nella fase iniziale della Prima guerra punica (264–241 a.C.), quando Decimo Giunio Bruto Sceva organizzò un munus in onore il padre defunto, Bruto Pera, facendo combattere fino alla morte tre coppie di gladiatori presso il mercato del bestiame di Roma, il Forum Boarium, presso l'estremità settentrionale del Circo Massimo. Sappiamo poco di questi primi gladiatori: secondo supposizioni recenti, i combattenti, di cui è certo solo che trattavasi di prigionieri di guerra, avrebbe potuto avere un equipaggiamento simile a quello del gladiatore poi noto come "trace". Lo sviluppo d'armamento e stile di combattimento dal bustuarius agli altamente specializzati gladiatori dell'epoca successiva fu fortemente influenzato dagli immediatamente successivi rivolgimenti politici, quando la popolazione italica dei Sanniti appoggiò il cartaginese Annibale Barca (247–183 a.C.) durante la Seconda guerra punica (218–202 a.C.). In ragione delle spedizioni punitive romane contro i Sanniti, il tipo più antico di gladiatore, più frequentemente menzionato e probabilmente più popolare, fu appunto il "sannita".
(Livio, IX, 40)
Il racconto di Livio elude la funzione funebre e sacrificale dei primi combattimenti dei gladiatori romani e riflette il successivo ethos teatrale dello spettacolo dei gladiatori romani: barbari splendidamente armati e corazzati, esotici, traditori e degenerati, sono dominati dal ferro e dal coraggio romano. I suoi semplici romani dedicano virtuosamente il magnifico bottino di guerra agli dèi. I loro alleati campani organizzano una cena di intrattenimento con gladiatori che potrebbero non essere sanniti ma interpretano il ruolo sannitico. Altri gruppi e tribù si sarebbero uniti all'elenco dello spettacolo con l'espandersi dei territori romani, poiché la maggior parte dei gladiatori erano armati e corazzati alla maniera dei nemici di Roma, con la sola eccezione dei tipi velites e provocatores. Il munus gladiatorio divenne così una forma moralmente istruttiva di rappresentazione storica in cui l'unica opzione onorevole per il gladiatore, ormai metafora vivente del era combattere bene e/o morire bene.

## Sviluppo (III–II secolo a.C.)

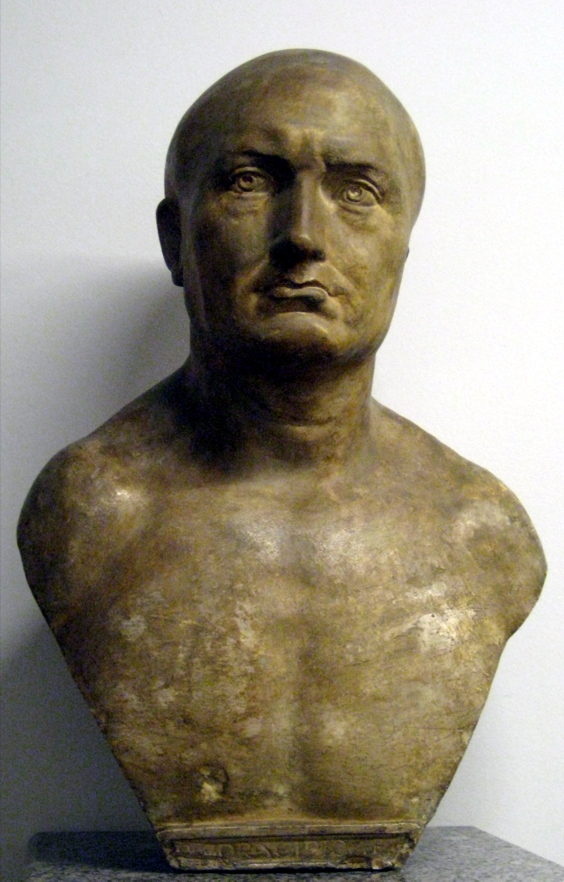
Busto di Scipione l'Africano (Musei Capitolini), uno dei primi editor di giochi gladiatorii al di fuori dell'Italia.

Dopo i giochi funebri in onore di Bruto Pera del 264 a.C., si deve attendere il 216 a.C. per trovare la successiva menzione ufficiale di gladiatori nelle cronache romane, quando Marco Emilio Lepido, defunto console e augure, fu onorato dai suoi figli Marco, Lucio e Quinto con tre giorni di gladiatora munera nel Foro Romano utilizzanti 22 coppie di combattenti e non è da escludere che questi patrizi dell'importante Gens Aemilia disponessero forse già d'una loro scuola gladiatoria. Dieci anni dopo, Scipione l'Africano (236–183 a.C.) diede un munus commemorativo a Carthago Nova (odierna Cartagena), in Iberia, per suo padre e suo zio, vittime delle guerre puniche, al quale parteciparono come combattenti volontari dei non-romani di alto rango e forse anche dei romani. Il contesto delle guerre puniche e della disastrosa sconfitta di Roma nella battaglia di Canne (216 a.C.) collegano questi primi giochi alla munificenza, alla celebrazione della vittoria militare e all'espiazione religiosa del disastro militare. Questi munera sembrano finalizzati a sollevare il morale dell'Urbe in un'era di minaccia ed espansionismo militare. Il successivo munus registrato, tenuto per il funerale di Publio Licinio nel 183 a.C. fu più stravagante: tre giorni di giochi funebri, 120 gladiatori coinvolti e distribuzione pubblica di carne (lat. visceratio data), una pratica che richiamava i combattimenti dei gladiatori nei banchetti campani descritti da Livio e poi deplorati da Silio Italico (25–101 d.C.).

Gli scontri gladiatori s'andavano ormai così intensificando da divenire parte della quotidianità romana, al punto che persino gli alleati di Roma emulavano tale pratica, come fu il caso di Antioco IV Epifane (r. 175–164 a.C.) che bandì una sfida tra gladiatori ove, per questioni economiche, ricorse a dei combattenti volontari e non a degli schiavi addestrati, o veniva onorati con dei munera, come fu il caso di Viriato (180–140 a.C.), un eroe lusitano per i cui pubblici funerali romani (140 a.C.) vennero fatte combattere 200 coppie di gladiatori. Già nel 174 a.C., stando a Livio, i munera erano tanto diffusi che, se organizzati da un committente (lat. editor o munerarius) d'importanza sociale relativamente bassa, potevano essere ignorati dalla registrazione ufficiale:
((LA) Livio Annali (174 a.C.). )
Nel 105 a.C., i consoli Gneo Mallio Massimo e Publio Rutilio Rufo offrirono a Roma il suo primo assaggio di "combattimento barbarico" sponsorizzato dallo stato ed affidato ai gladiatori di Capua, nell'ambito di un programma di addestramento per i legionari. Il riscontro del pubblico fu talmente positivo che, da lì innanzi, le sfide tra gladiatori, un tempo riservate ai soli munera privati, furono spesso incluse nei giochi di stato, i ludi, che accompagnavano le principali feste religiose. Ne originò un certo caos semantico: i giochi di stato, anche quelli includenti i gladiatori, vennero sempre chiamati ludi e le scuole stesse dei gladiatori furono chiamate ludi (sing. ludus). Laddove i ludi tradizionali erano stati dedicati a una divinità, come Giove, il munus poteva essere dedicato all'antenato divino o eroico di uno editor aristocratico.

## Apogeo (I secolo a.C.–II secolo d.C.)

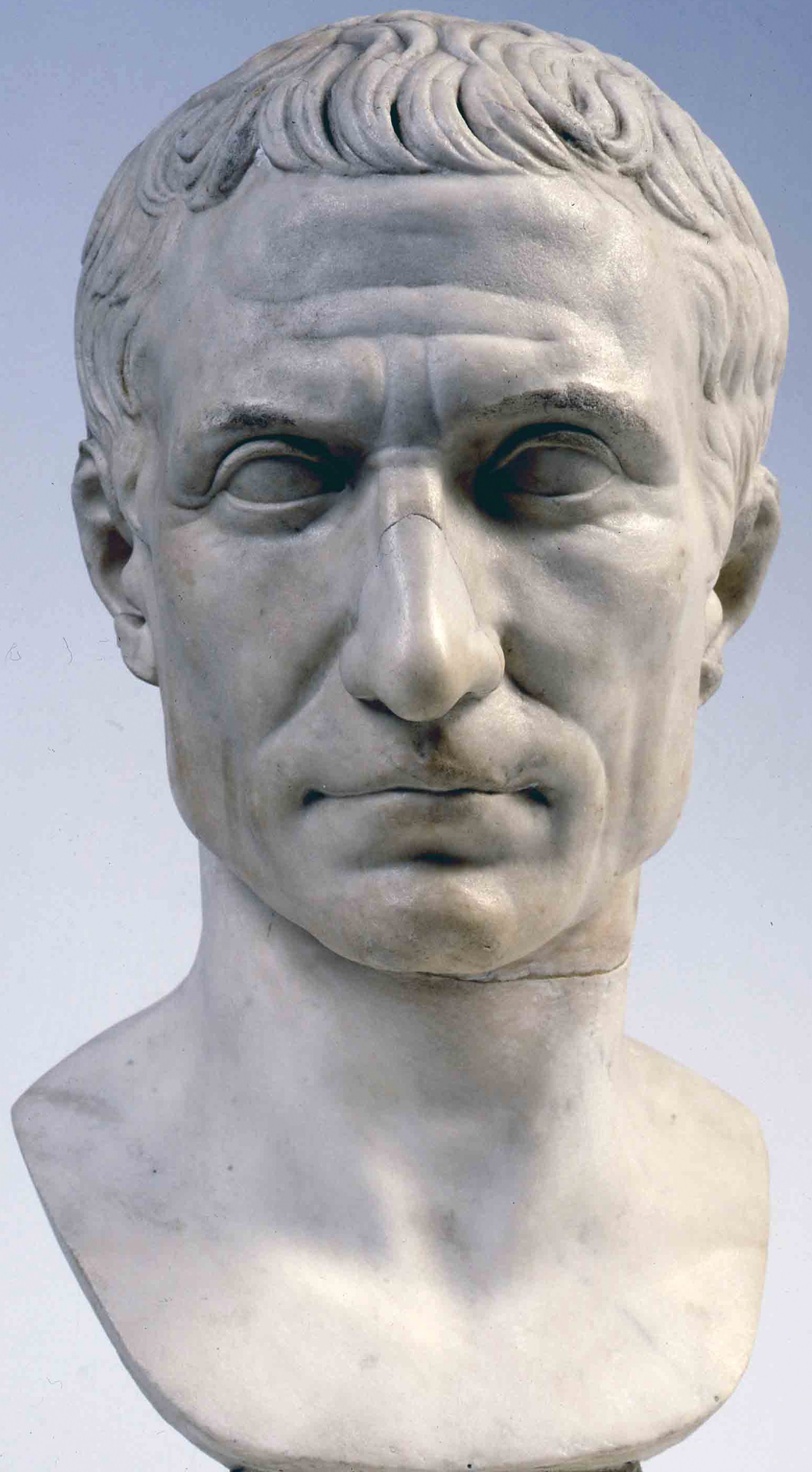
Ritratto di Cesare (Musei Vaticani), uno degli editor più spregiudicati della tarda repubblica romana.

L'originale connotazione funerario-religiosa, comunque presente fino al termine dell'era repubblicana, scemò progressivamente in favore d'uno spettacolo sempre più popolare, capace di catturare crescenti fasce di pubblico di tutte le classi sociali. Fu soprattutto il forte consenso popolare che ne ricava l'organizzatore dei giochi a giustificare lo sforzo economico sostenuto. I giochi gladiatorii offrivano al munerarius opportunità stravagantemente costose ma efficaci per l'autopromozione e offrivano ai suoi clientes e potenziali elettori un intrattenimento emozionante a costi minimi o nulli per loro stessi. I gladiatori divennero un grande affare per allenatori e proprietari, per politici in ascesa e per coloro che avevano raggiunto la vetta e desideravano rimanervi. Un privatus ("privato cittadino") politicamente ambizioso avrebbe potuto rimandare il munus del padre defunto alla stagione elettorale, quando uno spettacolo generoso gli avrebbe permesso di raccogliere voti; coloro che erano al potere e coloro che lo cercavano avevano bisogno dell'appoggio dei plebei e dei loro tribuni, i cui voti potevano essere conquistati con la sola promessa di uno spettacolo eccezionalmente buono. I gladiatori divennero così un potente elemento di condizionamento della vita politica e la collocazione temporale del munus divenne funzionale all'evento politico dell'editor, svolgendosi anche a distanza di molti anni dalla morte del defunto al quale era dedicato: es. nel 65 a.C., il neoeletto edile Gaio Giulio Cesare (101/100–44 a.C.) sponsorizzò dei giochi che giustificò come munus in onore del padre morto ben 20 anni prima. Decenni prima, Lucio Cornelio Silla (138–78 a.C.), durante il suo mandato di pretore, aveva mostrato il suo solito acume nell'infrangere le proprie leggi suntuarie per indire il più sontuoso munus mai visto a Roma durante il funerale di sua moglie Cecilia Metella († 80 a.C.). Cicerone (106–43 a.C.), ben compreso questo meccanismo, promosse la Lex Tullia de ambitu, approvata dal Senato romano nel 63 a.C., che impedì a un editor di candidarsi nei due anni successivi allo svolgimento del munus.

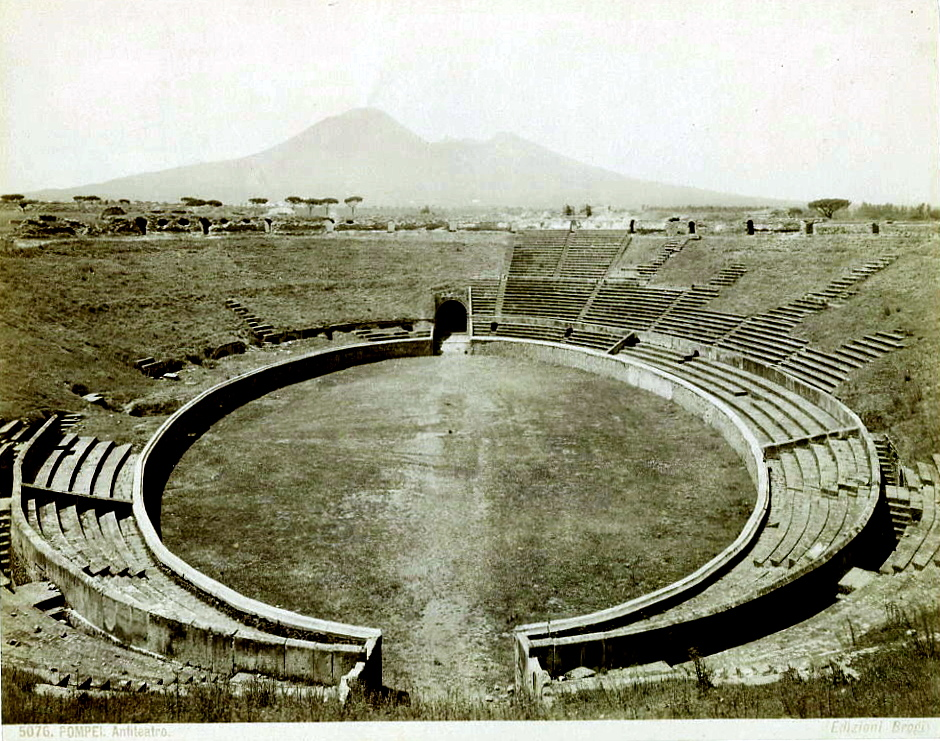
Veduta storica dell'anfiteatro di Pompei, eretto nel 70 a.C., il primo anfiteatro in muratura sul suolo italico.

Assecondando le richieste del mercato per quello che era ormai un fenomeno di massa, l'architettura romana aveva sviluppato in quegli anni una nuova tipologia di edificio di forma ellittica destinato ad ospitare i munera e, in generale, gli spettacoli pubblici (con l'eccezione delle corse di carri per i quali erano necessarie le specificità strutturali del circo): l'anfiteatro. Il primo anfiteatro romano in muratura conosciuto fu costruito a Pompei da coloni di Silla intorno al 70 a.C. cui seguirono Capua e Cuma. Il primo nella città di Roma fu lo straordinario anfiteatro ligneo costruito da Gaio Scribonio Curione (90–49 a.C.) nel 53 a.C.
Contestualmente, divenne capillare anche la diffusione delle scuole/caserme destinate all'addestramento dei gladiatori. Il primo ludus gladiatorius citato dalle fonti è quello capuano di Gaio Aurelio Scauro, il lanista dei gladiatori impiegati nel 105 a.C. dai summenzionati Massimo e Rufo. Il poeta Orazio (65–8 a.C.) menzionò, intorno al 10 a.C., un ludus Aemilius, d'incerta collocazione, probabilmente lo stesso di cui la Gens Aemilia s'era servita per organizzare i predetti giochi del 216 a.C. Oltre a quelle, ad oggi poco note, di Roma, le scuole gladiatorie tardo-repubblicane più prestigiose erano quelle di Ravenna (la cui fondazione di dovrebbe a Giulio Cesare o che fu comunque realizzata/ristrutturata al principio della guerra contro Pompeo del 49–45 a.C.), di Pompei, ove era non a caso sorto il predetto primo anfiteatro in muratura e, appunto, di Capua. Fu proprio per la rivolta scoppiata nel ludus gladiatorius di Capua, diretto dal lanista Lentulo Batiato, e capeggiata dal gladiatore Spartaco, domata solo dopo una serie prolungata di costose campagne, a volte disastrose, condotte dalle truppe romane regolari (v.si Rivolta di Spartaco, 73–71 a.C.) che Roma decise di regolamentare il reclutamento dei gladiatori.
Negli ultimi anni della Roma repubblicana, caratterizzati da incredibile instabilità politica e sociale, qualsiasi proprietario aristocratico di gladiatori aveva a sua disposizione una forza bruta da impiegare a scopo politico, sia in termini di spettacolo propagandistico sia di picchiatori da impiegare durante gli eventi pubblici informali, come le contiones, in cui le alte magistrature si rivolgevano alla plebe. Nel suo munus del 65 a.C. di cui parlavamo poc'anzi, Cesare, pur già enormemente indebitato, utilizzò 320 coppie di gladiatori in armatura argentata e ne aveva a disposizione, nella sua scuola gladiatoria privata di Capua, anche di più ma il Senato, memore della recente rivolta di Spartaco e timoroso del fiorente esercito privato di Cesare tanto quanto della sua crescente popolarità, gl'impose il limite di 320 paia come numero massimo di gladiatori che un cittadino poteva tenere a Roma. Lo spettacolo di Cesare fu senza precedenti per dimensioni e spese: aveva messo in scena un munus come rito commemorativo piuttosto che funebre, erodendo qualsiasi distinzione pratica o significativa tra munuera e ludi.

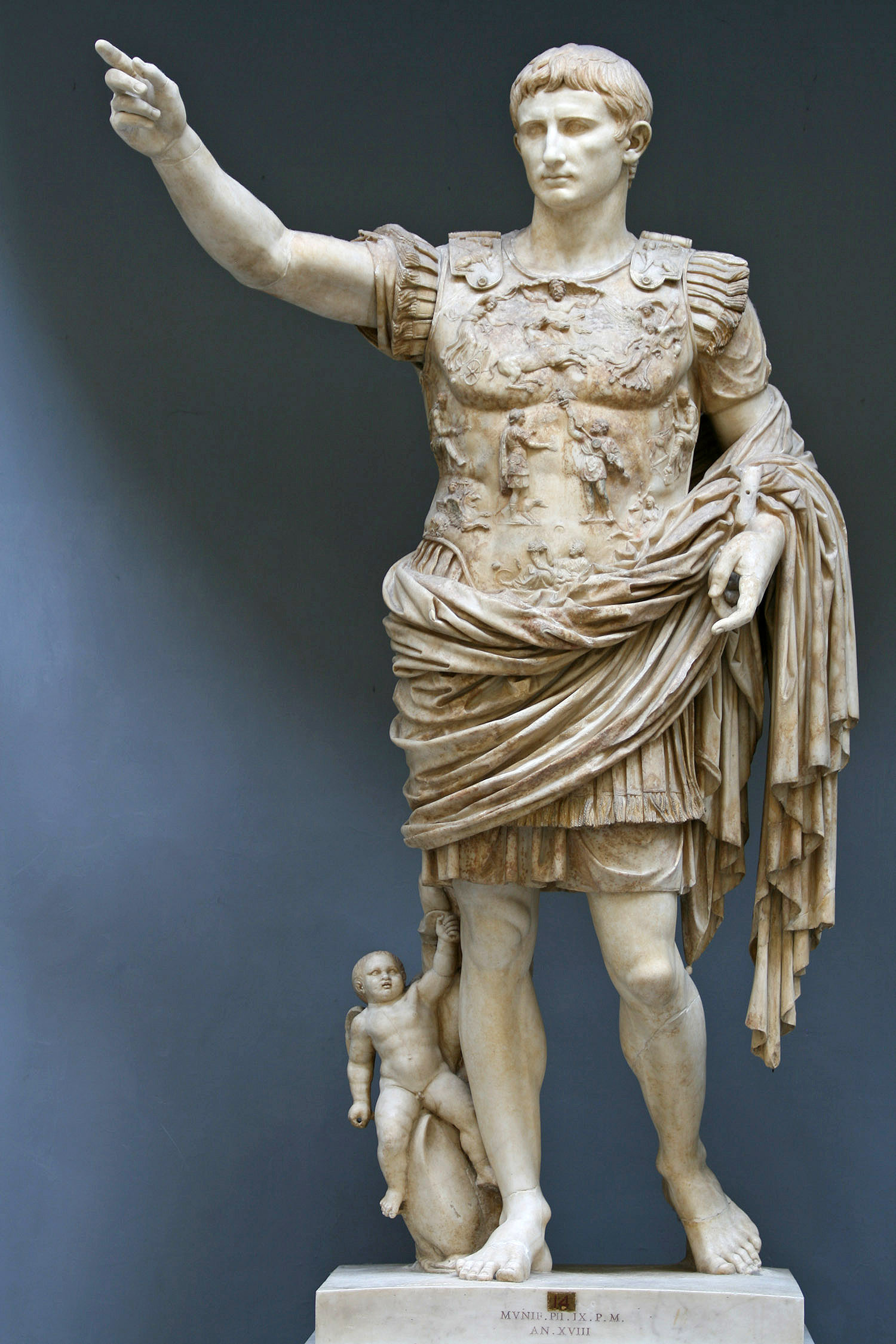
Statua di Augusto (Musei Vaticani), il grande riorganizzatore dei munera imperiali.

Le leggi anticorruzione del 65 e del 63 a.C. tentarono invano di frenare l'impiego politico dei munera da parte dei loro editores. Fu solo dopo la Guerra civile romana (44–31 a.C.) innescata dal Cesaricidio, che Augusto, ormai libero di divenire il primo imperatore romano (r. 27 a.C.–14 d.C.), poté imporre l'autorità pubblica sulla gladiatura, formalizzando la disposizione dei giochi come un dovere civico e religioso. Con una legge del 22 a.C., il Princeps stabilì che fosse il Senato ad autorizzare lo svolgimento dei munera, dopodiché deliberò che i munera ordinaria si svolgessero due volte l'anno, in dicembre, in coincidenza con i Saturnalia, e in marzo per il Quinquatrus, la festa della primavera, affidandone la complessa organizzazione ai pretori. Fuori da Roma, si mantennero gli ordinamenti emessi anni prima da Cesare che prevedevano la rappresentazione di un munus annuale a cura dei magistrati municipali.
Augusto incise profondamente nella riorganizzazione dei munera, definendo le categorie gladiatorie (lat. armaturae), stabilendo le regole del combattimento e persino la disposizione dei posti a sedere nell'anfiteatro in base alle classi sociali. In tutto l'Impero, i giochi più grandi e celebrati da lì in poi s'identificarono con il culto imperiale sponsorizzato dallo stato che favoriva il riconoscimento pubblico, il rispetto e l'approvazione per il numen divino dell'Imperator, le sue leggi e i suoi agenti. Fu nuovamente Ottaviano a dare l'esempio organizzando munera con 625 coppie di gladiatori. Grandiosa fu infatti la munificenza degli spettacoli da lui organizzati (come il munus tenuto nel 7 a.C. in memoria del genero, il generale Marco Vipsanio Agrippa) che, secondo Svetonio, superò quella dei suoi predecessori e restò insuperata dopo che lo stesso Augusto, non a caso, fissò a 120 il limite massimo di coppie di gladiatori che si potevano esibire in un munus. Il Principe stesso, nella sua Res gestae, ricorderà di aver offerto al popolo i giochi gladiatorii tre volte a suo nome e cinque volte a nome dei suoi figli e nipoti, per un totale di circa 10000 gladiatori combattenti. Il costo di un munus "economico" per un pretore che impiegava un massimo di 120 gladiatori fu fissato a 25000 denarii (cioè 100000 sesterzi) mentre un pomposo ludus imperiale poteva costare non meno di 180000 denarii. In quanto principale editor di Roma, l'Imperatore divenne inevitabilmente il maggior proprietario di scuole gladiatorie: Augusto ereditò non a caso la familia gladiatoria capuana di Giulio Cesare, da lui ribattezzata Iuliana in memoria del genitore adottivo, per lascito testamentario.

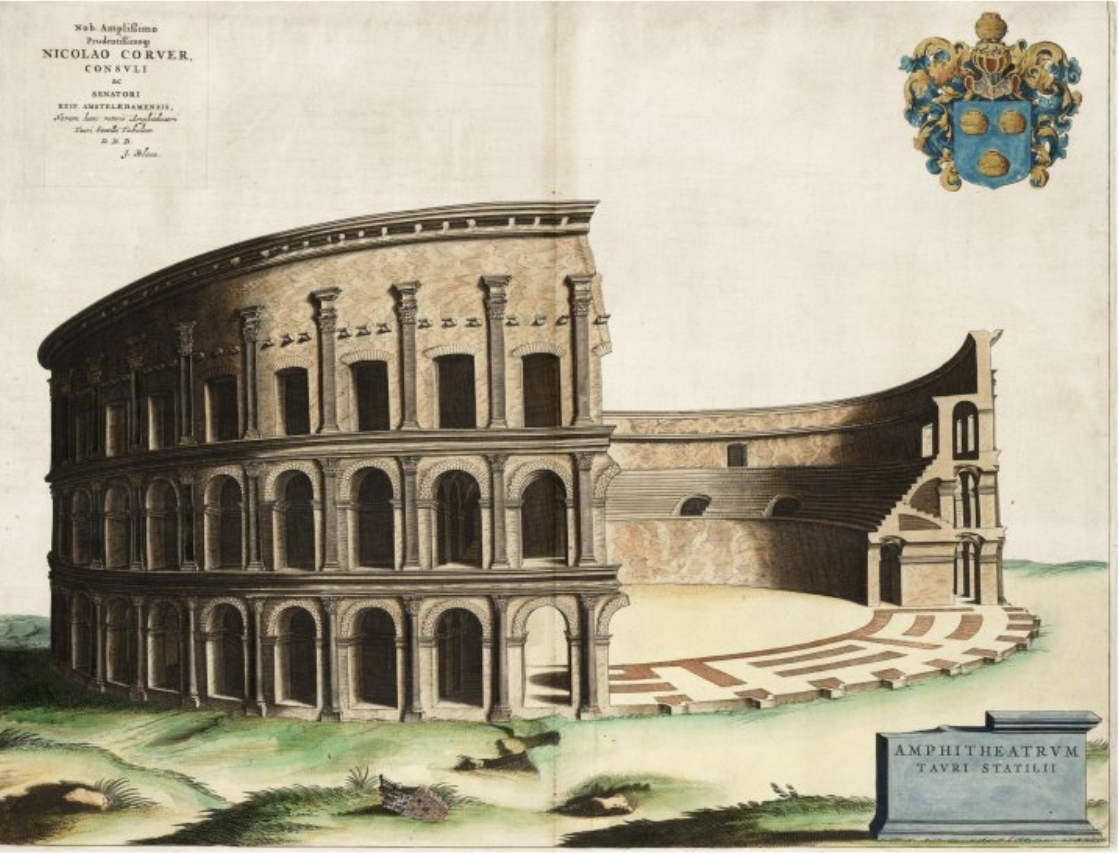
L'Anfiteatro di Statilio Tauro, stampa anonima del 1663, il primo anfiteatro stabile di Roma.

Il disinteresse per i munera del primo successore di Augusto, Tiberio (r. 14–37 d.C.), portò ad un'ulteriore ridimensionamento dei costi allocati per gli spettacoli gladiatorii, nell'ambito del piano di razionalizzazione della spesa pubblica, riducendo ulteriormente il numero di coppie di combattenti. Il risultato fu che molti spettatori incalliti furono spinti fuori dalle mura dell'Urbe, attirati dagli spettacoli finanziati da munifici editores attivi presso le altre grandi città della Penisola. È in questo contesto che si verificò, a pochi chilometri da Roma, la tragedia di Fidenae, una città del Latium vetus, nella Valle del Tevere, ove, nel 27 d.C., a seguito del crollo di un anfiteatro ligneo mal costruito, secondo Tacito rimasero uccisi o comunque feriti 50000 spettatori, ridimensionati a 20000 da Svetonio. Il Senato emanò allora misure che, da un lato, imposero la costruzione di strutture su terreni stabili e, dall'altro, pretesero un'adeguata disponibilità economica (almeno 400000 sesterzi) dagli editores, limitando così il numero dei giochi offerti dai privati cittadini e finendo per fare dell'organizzazione dei munera una prerogativa imperiale, tanto che divennero uno spettacolo ufficiale e obbligatorio, proprio come i ludi teatrali e circensi. Da qui lo stabilizzarsi e il moltiplicarsi degli anfiteatri in tutto l'Impero (v.si Lista di anfiteatri romani) ed il susseguirsi di diversi anfiteatri stabili nella capitale, come l'Anfiteatro di Statilio Tauro o l'Anfiteatro di Caligola, realizzati con il patrocinio dei membri della dinastia giulio-claudia (27 a.C.–68 d.C.) che, dopo Tito, si rivelarono editores molto attivi, specialmente Caligola (r. 37–41 d.C.) e Nerone (r. 54–68 d.C.).
La risposta delle plebe ai giochi, a Roma come altrove, seguitava ad essere entusiastica, oltreché caratterizzata dall'affermarsi, com'era già costume per le corse dei carri al Circo Massimo, di tifoserie agguerrite e facinorose che non mancarono di turbare l'ordine costituito, come nel caso della celebre zuffa fra Pompeiani e Nocerini del 59 d.C. che provocò morti e feriti.

### L'età aurea deimuneraalto-imperiali

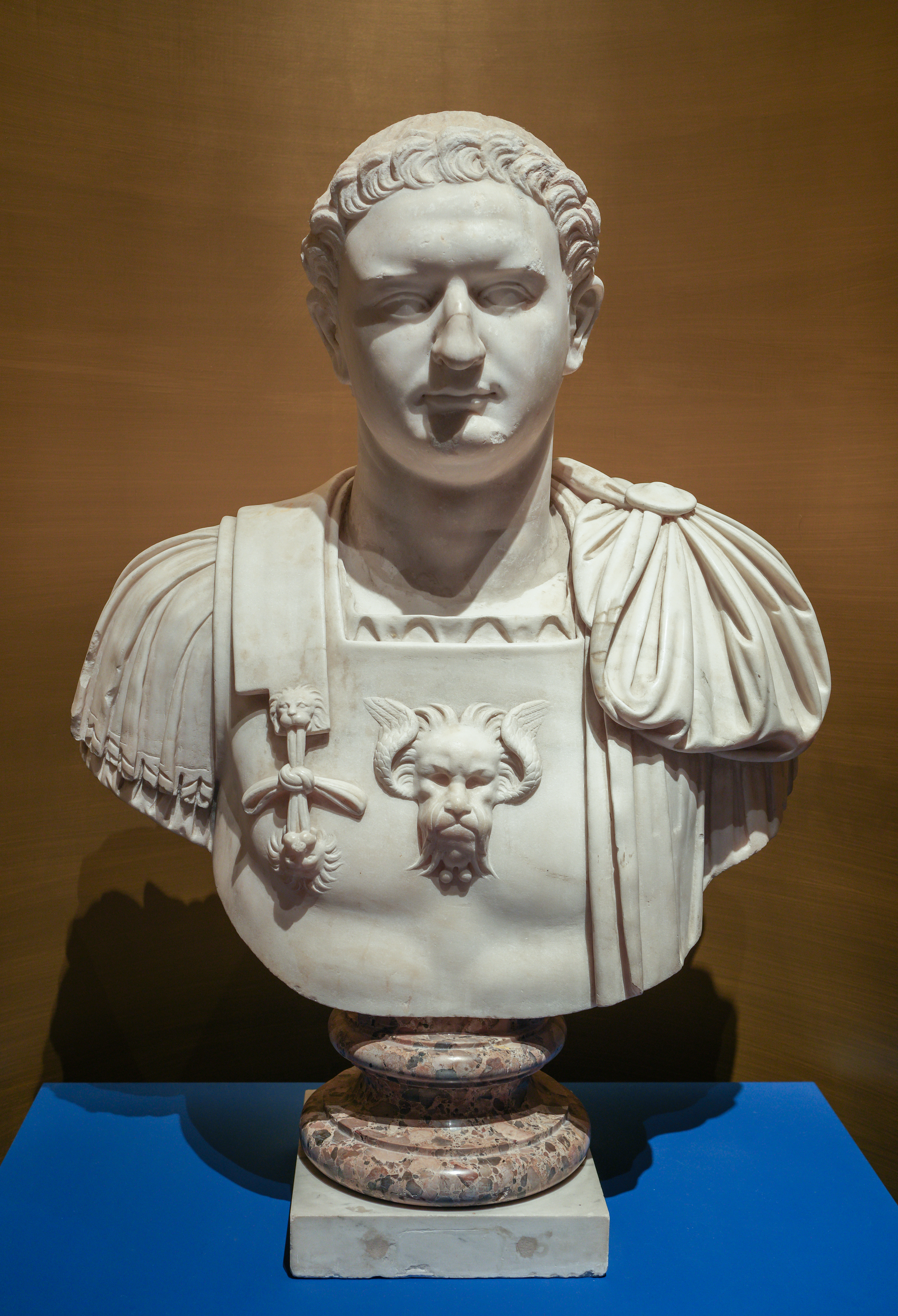
Busto di Domiziano (Museo del Louvre), il costruttore delle più celebri e durature scuole gladiatorie di Roma.

Il numero degli spettacoli gladiatorii non calendarizzati, i munera extraordinaria, aumentò enormemente durante l'Impero. La dinastia flavia (69–96 d.C.), iniziata con l'imperatore Vespasiano (r. 69–79 d.C.), dotò Roma di apposite infrastrutture monumentali espressamente dedicate ai munera: anzitutto l'Anfiteatro Flavio, passato alla storia come "Colosseo", inaugurato dall'imperatore Tito (r. 79–81 d.C.), cui si sommarono le scuole gladiatorie imperiali, i ludi (Ludus Magnus, Ludus Gallicus, Ludus Matutinus e Ludus Dacicus), fatti costruire dall'imperatore Domiziano (r. 81–96 d.C.) insieme ad un obitorio (lat. spoliarium), un ospedale (lat. saniarium), un arsenale (lat. armamentarium) che custodiva le armi dei gladiatori, il summum choragium, un edificio dove si costruiva e stoccava l'apparato scenico utilizzato nel Colosseo e il castra misenatium per i marinai della flotta di Miseno, distaccati nella capitale per manovrare il complesso velarium dell'anfiteatro.
Approfittando del vuoto edilizio creato nella capitale dal grande incendio di Roma del 64 d.C. (durante il quale era andato per esempio distrutto l'Anfiteatro di Statilio Tauro), i Flavi ottennero così un palcoscenico privilegiato ed una dedicata catena di montaggio per i costosi e sanguinosi spettacoli che garantivano ai Cesari il controllo sulla plebe, «un apparato monumentale che senza soluzione di continuità qualificava la rinnovata struttura urbanistica dell’Urbe nelle sue componenti funzionali alle diverse forme dello spettacolo.» L'inaugurazione del Colosseo (80 d.C.) fu, come lecito aspettarsi, un bagno di sangue: cento giorni di giochi nei quali perirono diverse migliaia di animali ed un numero ignoto di damnati e gladiatori. Alla strage scamparono però i gladiatori Prisco e Vero, passati alla storia perché graziati entrambi al termine di un combattimento equilibrato e molto apprezzato dalla folla.

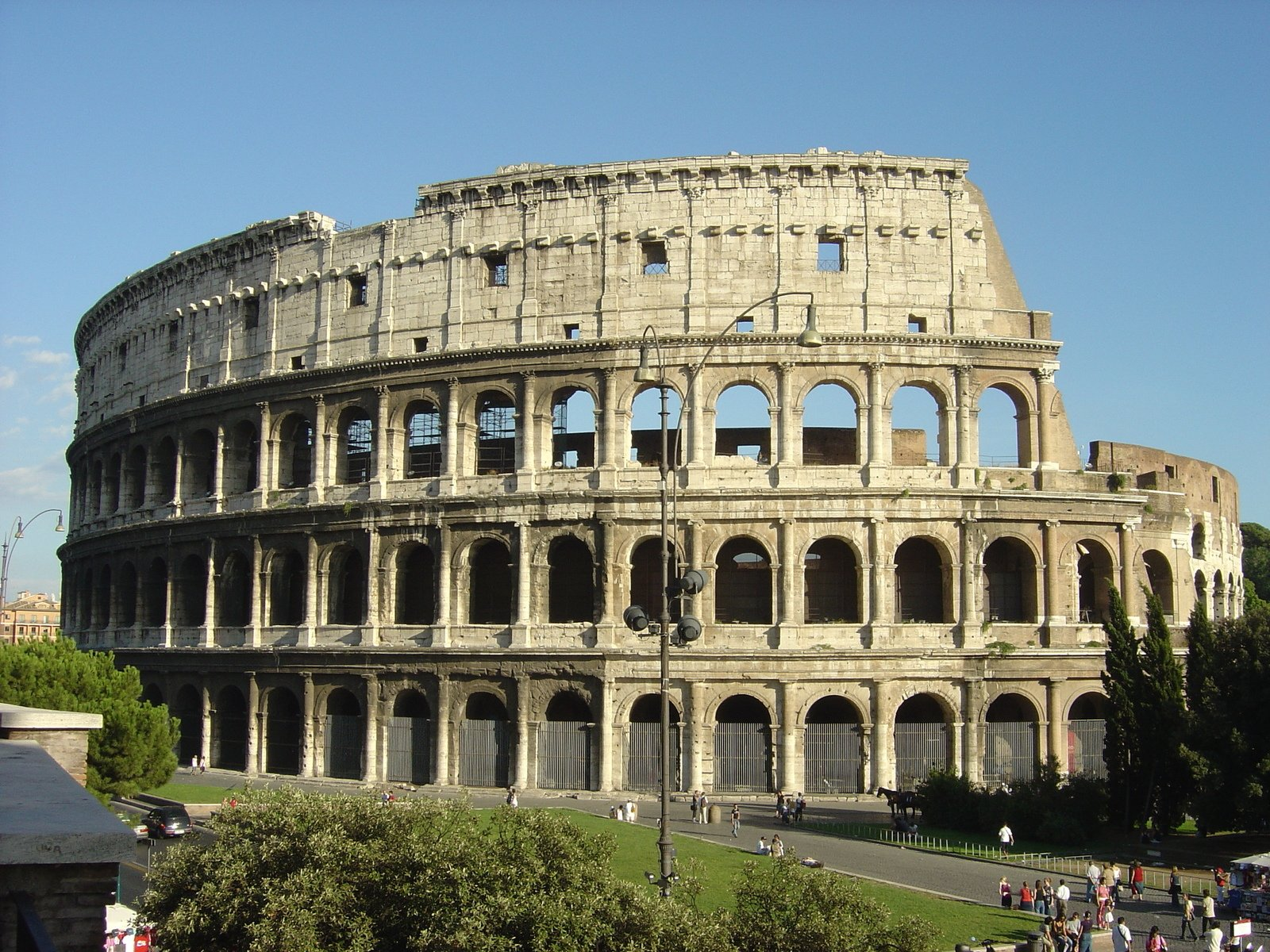
Il Colosseo, l'anfiteatro per antonomasia.

Durante il Principato dei successivi Imperatori adottivi (96–180 d.C.), quando l'estensione dell'Impero romano raggiunse il suo zenit, l'afflusso di schiavi, combattenti, belve e ricchezze nella capitale produsse giochi (gladiatorii tanto quanto circensi) sempre più fastosi il cui gettito di denaro, prodotto e consumato, tra organizzazione, scommesse e quant'altro ne fece una materia quanto mai delicata per il fisco imperiale. Tra il 108 e il 109 d.C., l'Optimus Princeps Traiano (r. 98–117 d.C.) celebrò la conquista della Dacia utilizzando 10000 gladiatori e 11000 animali in ludi della durata di 123 giorni e promosse, come poi fece anche il suo successore Adriano (r. 117–138 d.C.), una ristrutturazione delle strutture logistiche dei Flavi. L'imperatore-filosofo Marco Aurelio (r. 161–180 d.C.) non amava particolarmente i giochi gladiatorii né le cruente corse del Circo e li indisse e frequentò solo se non poteva esimersi: formò addirittura un'unità militari ausiliarie di gladiatori a supporto delle legioni del stanziate sulla rontiera germanico-retica ma dovette richiamarli per il malcontento del popolo che, nonostante le economie necessarie a causa della guerra, reclamava il suo divertimento. Cercò poi di ridurre le spese gladiatorie tramite un senatoconsulto del 176 d.C. con cui, tra le altre cose, limitò a 12000 sesterzi lo stipendio di un gladiatore di grido ma non riuscì ad incidere significativamente il problema. Suo figlio ed erede, Commodo (r. 180–192 d.C.), in totale controtendenza rispetto al padre, fece un uso smodato di munera e venationes. Passò alla storia come l'imperatore-gladiatore e costrinse l'élite di Roma ad assistere alle sue esibizioni come gladiatore o bestiarius: come l'Ercole romano, combatteva indossando una pelle di leone e s'era fatto addestrare da Narcisso, uno dei gladiatori più forti di quei tempi, impiegando quasi tutto il suo tempo rubato ai piaceri e gozzovigli. Ereditò, pare, la passione dei munera dalla madre, Faustina minore (130–175 d.C.): una leggenda priva di fondamento voleva, del resto, che non fosse figlio di Marco Aurelio ma di un gladiatore.

## Declino
Il declino dei munera fu un processo complesso. La crisi del III secolo impose crescenti richieste militari all'erario, dalla quale l'Impero non si riprese mai del tutto, e i magistrati minori trovarono la spesa obbligata dei giochi sempre meno gratificante rispetto a dubbi privilegi del loro ufficio. Tuttavia, gli imperatori continuarono a sovvenzionare i giochi ed a manutenere le relative strutture logistiche per una questione d'interesse pubblico immutato: l'arcigno imperatore Caracalla (r. 211–217) era soprannominato "Tarautas", il nome di un gladiatore dell'epoca particolarmente spregiudicato e sanguinario; Alessandro Severo (r. 222–235) restaurò il Colosseo danneggiato da un fulmine; ecc.

Aveva nel frattempo fatto la sua comparsa sulla scena della storia il cristianesimo, le cui prime comunità, nell'Impero e nell'Urbe, nonostante le persecuzioni che avevano caratterizzato soprattutto il Principato di Marco Aurelio, cominciavano a farsi sentire. All'inizio del III secolo, lo scrittore cristiano Tertulliano condannò la frequentazione dei cristiani ai munera: i combattimenti, disse, erano omicidi; assistervi era spiritualmente e moralmente dannoso per un cristiano; e il gladiatore era uno strumento di sacrificio umano pagano. Il fatto però che l'autore dedichi un intero trattato, il De Spectaculis, per convincere i seguaci di Cristo a non partecipare ai giochi (gladiatorii quanto circensi) rivela chiaramente che l'utenza cristiana era tutt'altro che latitante dagli stessi. La situazione perdurava nel secolo successivo, come ci ricorda Sant'Agostino d'Ippona (354–430) nella sua deplorazione per la fascinazione giovanile del suo amico, poi compagno di conversione e vescovo, Alipio di Tagaste (360?–430), per lo spettacolo dei munera, nemico della vita e della salvezza dell'anima cristiana.

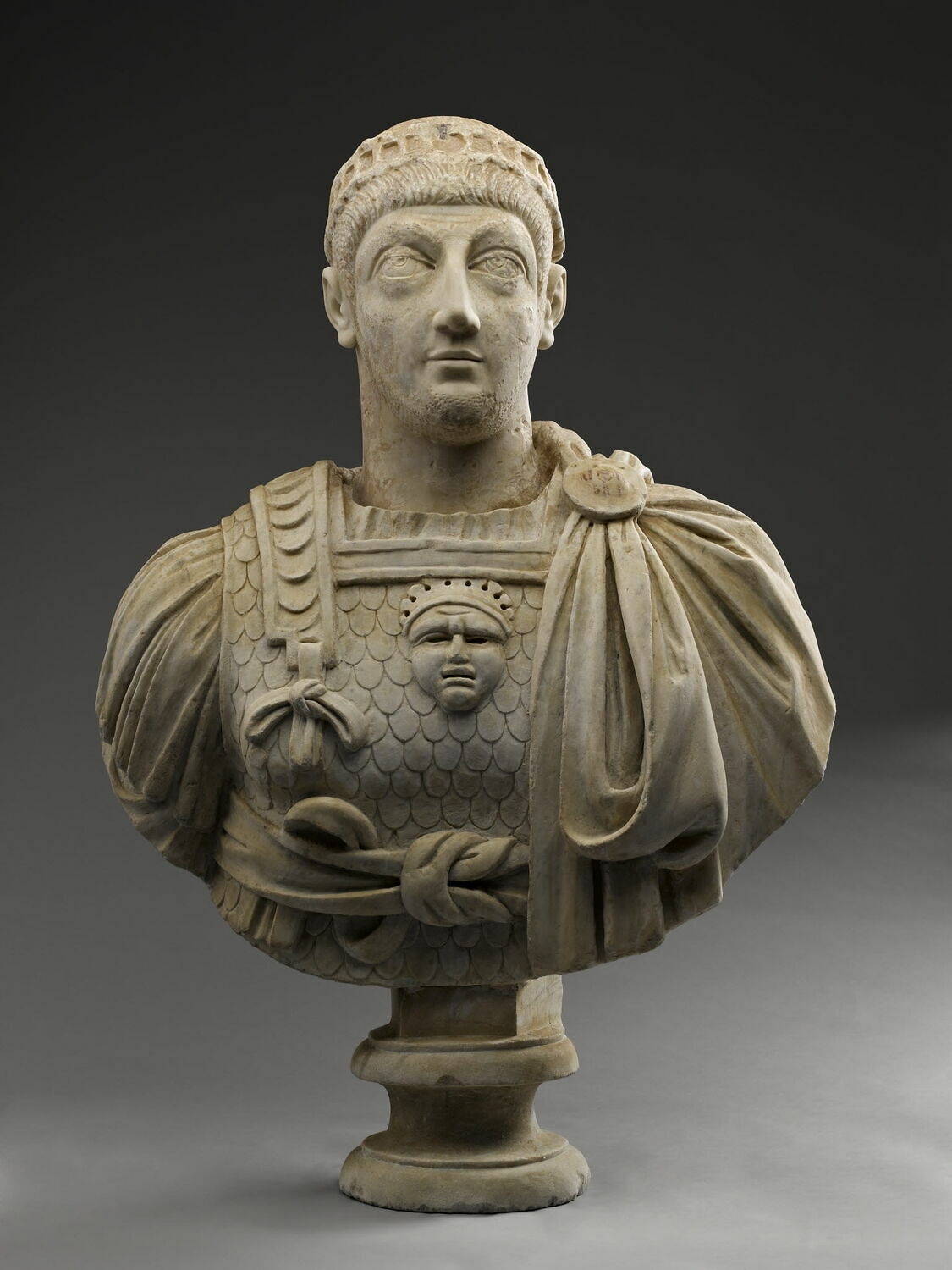
Busto di Valentiniano III (Museo del Louvre), l'imperatore che pose fine ai munera.

Gli anfiteatri continuavano infatti a gremirsi di pubblico attirato dalla spettacolare crudeltà dell'amministrazione della giustizia imperiale: nel 315, Costantino I (r. 306–337) , il primo imperatore romano cristiano, condannò ad bestias nell'arena i ladri di bambini. Dieci anni dopo, però, proibì ai criminali di essere costretti a combattere fino alla morte come gladiatori:
(Costantino I, Titulus de gladiatoribus penitus tollendis)

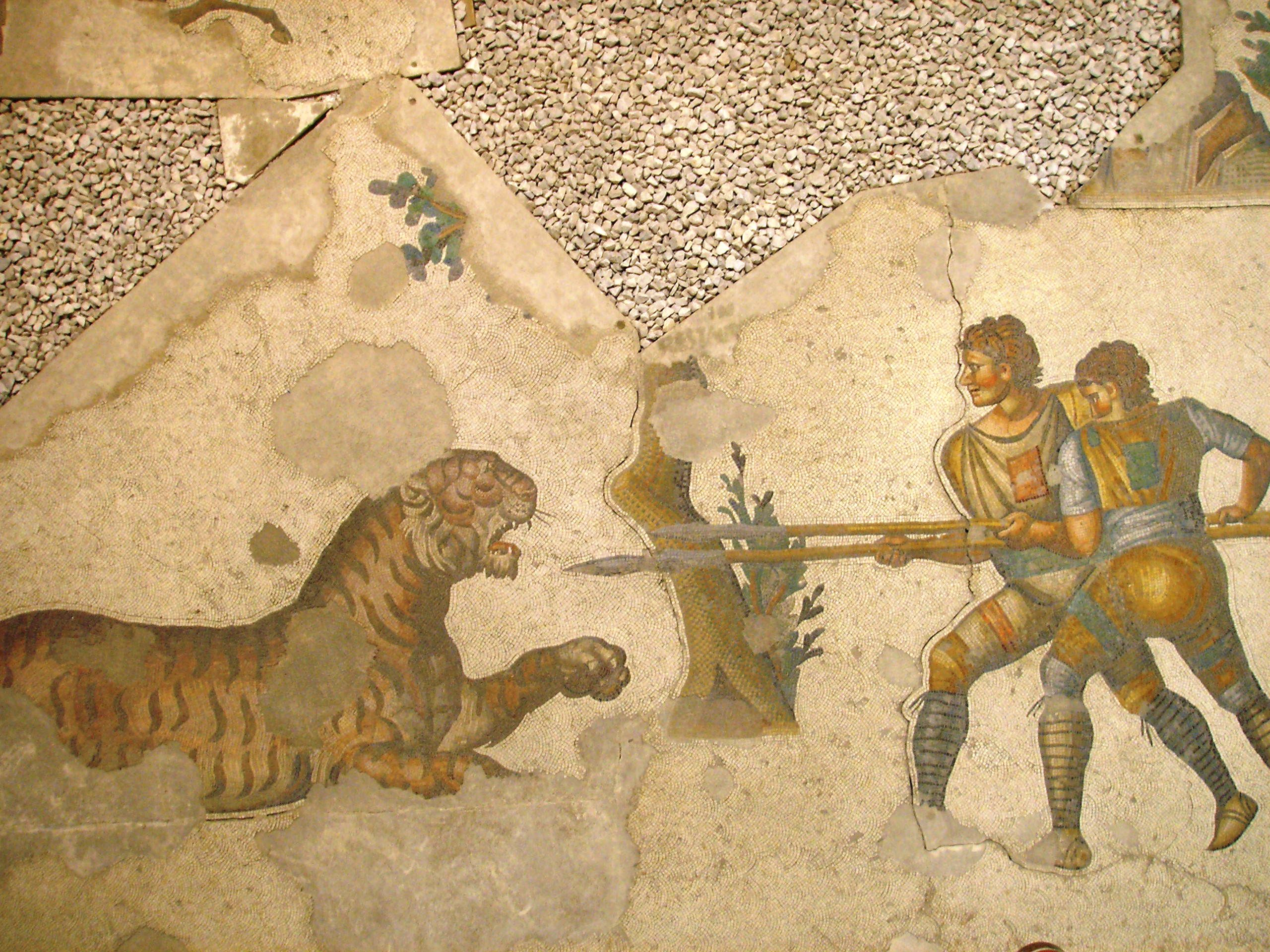
Scena di venatio - mosaico del V secolo (Museo dei Mosaici di Istanbul).
A differenza dei munera, le venationes continuarono ad essere ampiamente organizzate sino al VI secolo inoltrato.

Nonostante quest'intervento legislativo, comunque inquadrabile in un indirizzo politico ben preciso riscontrabile anche in altri giureconsulti romani dei secoli precedenti, nell'ultimo anno della sua vita (337), Costantino concesse ai cittadini di Spello di celebrare il suo governo con giochi gladiatorii. Come in molti altri aspetti della sua conversione al cristianesimo, anche l'atteggiamento di Costantino nei confronti dei munera fu sempre ambiguo. Importante però è ricordare che, all'atto di erigere Costantinopoli quale "Nuova Roma" (324–330), Costantino ricreò nei minimi dettagli gli edifici pubblici dell'Urbe ma volutamente non fece edificare un equivalente del Colosseo.
Nel 365, Valentiniano I (r. 364–375) proibì la damnatio ad ludum per i cristiani, oltre che per i membri della burocrazia palatina. Nel 384, suo figlio Valentiniano II (r. 375–392) tentò, come la maggior parte dei suoi predecessori, di limitare le spese dei gladiatora munera.
Nel 393, Teodosio I (r. 379–395), adottato il cristianesimo niceno come religione di stato dell'impero romano tramite l'editto di Tessalonica (380) ed in linea con i suoi relativi decreti attuativi, vietò le feste pagane. I ludi continuarono, molto gradualmente spogliati dei loro elementi ostinatamente pagani. Suo figlio Onorio (regno 395–423) abolì formalmente i giochi gladiatorii nel 399 e di nuovo nel 404 nell'Impero romano d'Occidente. Secondo Teodoreto di Cirro (393–458), il divieto fu in conseguenza del martirio di San Telemaco († 391/404), ucciso dagli spettatori di un munus cui tentava di sottrarre lo spettacolo.
Valentiniano III (r. 425–455) ripeté il divieto nel 438, forse in modo più efficace, sebbene le venationes continuassero oltre il 536: sappiamo per esempio che nella Cartagine dominata dai Vandali (429–534), il poeta Luxorius compose all'inizio del VI secolo un epitaffio in onore del giovane bestiario Olimpio e che venationes furono organizzate al tempo del re ostrogoto Teodorico il Grande (r. 474–526 d.C.) nel Colosseo. A questo punto, l'interesse per le gare di gladiatori era scemato in tutto il mondo romano. Nell'Impero bizantino, erede cultura e politico di Roma, gli spettacoli teatrali e le corse dei carri seguitavano ad attirare la folla ed a godere di un generoso sussidio imperiale.

## Cronologia sommaria della gladiatura
| Anno (A.C.) | Anno (D.C.) | Evento |
| ----------- | ----------- | --- |
| 264         |             | Primo spettacolo ufficiale di gladiatori a Roma, nel Foro Boario. |
| 105         |             | I combattimenti dei gladiatori vengono inseriti nei giochi pubblici romani, i Ludi, dai consoli in carica. |
| 73-71       |             | Terza guerra servile, meglio nota come "Rivolta di Spartaco" dal nome di Spartaco, gladiatore che guidò ed organizzò gli schiavi ribelli arrivando a minacciare il controllo di Roma sulla penisola italica. |
| 35          |             | Strabone riferisce nella Geografia della trappola ai danni di un certo Seleuro, detto figlio della città di Aitna che, portato a Roma per assistere ai combattimenti fra gladiatori, fu fatto sbranare dalle belve. |
|             | 27          | "Tragedia di Fidenae": Approfittando della politica di austerità di Tiberio, alcuni opportunisti mettevano su delle prove che non erano assolutamente coperte dalle migliori garanzie di sicurezza. Il crollo di un anfiteatro edificato in fretta e furia a Fidenae, qualche chilometro fuori Roma, segnò profondamente i Romani. Tacito, che racconta la tragedia negli Annales, cita la cifra di 50000 tra morti e feriti. In conseguenza di questa tragedia, la legislazione sull'organizzazione dei giochi fu successivamente molto regolamentata in tutto l'Impero. |
|             | 37          | In controtendenza al regno dello zio Tiberio, l'imperatore Caligola moltiplicò il numero delle corse dei carri e di altre competizioni a Roma privilegiando la gladiatura, che già di suo era lo spettacolo preferito rispetto alla boxe ed alle corse dei carri. |
|             | 80          | L'imperatore Tito inaugura a Roma il Colosseo. |
|             | 192         | L'imperatore-gladiatore Commodo viene assassinato dal suo allenatore-gladiatore Narcisso. |
|             | 200         | L'imperatore Settimio Severo proibisce il ricorso a gladiatori di sesso femminile. |
|             | 325         | L'imperatore cristiano Costantino I proibisce la condanna alla gladiatura per i criminali. |
|             | 393         | L'imperatore cristiano Teodosio I, imposto il cristianesimo come religione di stato, inizia a de-paganizzare gli eventi pubblici. |
|             | 399         | L'imperatore Onorio abolisce i munera e chiude le scuole gladiatorie nell'Impero Romano d'Occidente. |
|             | 439         | Ultimi combattimenti di gladiatori a Roma. |

### Esplicative
1. ↑   Bianca Maria Felletti Maj, La tradizione italica nell'arte romana, vol. 1, Roma, G. Bretschneider, 1977,  p. 114.
«L'origine etrusca dei giochi gladiatori è stata affermata (O. Keck, in Annlnst, 53, 1881, p. 16 ss) e accettata da molti studiosi.»
2. ↑  Il livore dei romani nei confronti dei Sanniti si protrasse a lungo, dopo le Guerre puniche, al punto che "sannita" divenne un vero e proprio insulto ai tempi della Repubblica - v.si Wiedemann 1992, p. 33; Kyle 1998, p. 2; Kyle 2007, p. 273.
3. ↑  In origine, queste strutture si chiamavano Spectacula, ad indicarne la funzione per la quale erano state concepite. Il termine anfiteatro, derivato da amphi e theatron, ovvero "luogo da cui si vede tutt'attorno", attestato per la prima volta in (LA) Vitruvio, De architectura., lo soppianterà in breve tempo - Guidi 2006, p. 41.
4. ↑  Tale diffusione, la prima di cui si ha notizia, è un altro indizio a favore dell'origine campana dei giochi - Guidi 2006, p. 11.
5. ↑  La storiografia recente tende spesso a denominare con questo nome il conflitto. Si vedano, ad esempio, Luciano Canfora, Giulio Cesare. Il dittatore democratico, Laterza, Bari 1999, pp. 15 e 23; Antonio Spinosa, Augusto. Il grande baro, Mondadori, Milano 1996, p. 11; Yvon Thébert, Lo schiavo, in Andrea Giardina, L'uomo romano, Laterza, Bari-Roma 1993, p. 162; Giulia Stampacchia, La rivolta di Spartaco come rivolta contadina, in Index, 1980, volume IX; Masaoki Doi, La rivolta di Spartaco e l'antica Tracia, in AIGC, 1980-1981, volume XVII; Masaoki Doi, Le trattative tra Roma e Spartaco, in IV Scritti Guarino; Roberto Orena Rivolta e rivoluzione. Il bellum di Spartaco nella crisi della repubblica e la riflessione storiografica moderna, Milano 1984; Angelo Russi, Spartaco e M. Licinio Crasso nella Lucania e nel Bruzio, in Studi in onore di Albino Garzetti; Theresa Urbainczyk, Spartacus, Londra 2004.

### Bibliografiche
1. ↑  Meijer 2006, pp. 5-7.
2. 1 2  Tertulliano, De spectaculis, XII, 2.
3. 1 2 3   Raymond Bloch, Gli Etruschi, Il Saggiatore Economici, 1994,  p. 124.
4. ↑   Giacomo Devoto, Gli antichi italici, vol. 79, Firenze, Vallecchi, 1967.
5. 1 2  Futrell 2006, pp. 4-7.
6. 1 2  Paolucci 2003, p. 14.
7. 1 2  Futrell 2006, pp. 8-9.
8. 1 2 3 4 5 6 7  Welch 2007, p. 21.
9. ↑  Meijer 2006, p. 15.
10. 1 2 3 4  (EN) F. Millar, The Crowd in Rome in the Late Republic, Ann Arbor, University of Michigan Press, 1998, ISBN 0-472-10892-1.
11. ↑  (EN) H. Mouritsen, Plebs and Politics in the Late Roman Republic, Cambridge, Cambridge University Press, 2001, ISBN 0-521-79100-6.
12. ↑  Giovenale, X, 81.
13. 1 2  Welch 2007, pp. 18-19.
14. 1 2  Guidi 2006, p. 35.
15. 1 2 3 4  Guidi 2006, p. 17.
16. 1 2  Guidi 2006, p. 18.
17. 1 2  Svetonio, Vita di Cesare, XXX.
18. ↑   S. Facchini, I luoghi dello sport nella Roma antica e moderna, Istituto Poligrafico e Zecca dello Stato, Libreria dello Stato, 1990,  p. 54.
19. 1 2  Astolfi 2021, p. 403.
20. 1 2  Senatus consultum de minuendis pretiis gladiatorum, ed. in (EN) J.H. Oliver e R.E.A. Palmer, Minutes of an act of the Roman Senate, in Hesperia, vol. 24, 1955,  p. 326.
21. 1 2  Guidi 2006, p. 24.
22. 1 2 3  (LA) III, 12, 9, in Codex Justinianus.
23. 1 2  (FR) Y. Modéran, Les Vandales et la chute de Carthage, in C. Briand-Ponsart e S. Crogiez (a cura di), L'Afrique du Nord antique et médiévale, Publications de l'université de Rouen, 2002,  pp. 112 e 128, ISBN 2877753255.
24. 1 2  (FR) C. Hugoniot, Les spectacles dans le royaume vandale, in Thelamon Françoise, Les jeux et les spectacles dans l'Empire romain tardif et dans les royaumes barbares, Publications des universités de Rouen et du Havre, 2008,  p. 214, ISBN 2877757390.
25. ↑  Welch 2007, p. 17.
26. ↑  Kyle 1998, p. 82.
27. ↑  Cit. in (EL) Ateneo di Naucrati, Deipnosofisti, IV, post-192,  p. 153 fr..
28. ↑  Welch 2007, pp. 16-17.
29. ↑  Livio, 9.40.17.
30. ↑  Tertulliano, Apologeticum, XV, 5.
31. ↑  (LA) Isidoro di Siviglia, Origini, X,  p. 247.
32. ↑  Futrell 2006, pp. 14-15.
33. ↑  Welch 2007, p. 11.
34. ↑  Meijer 2006, p. 7.
35. 1 2  Paolucci 2003, p. 11.
36. ↑  Welch 2007, p. 18.
37. ↑  Futrell 2006, pp. 3-5.
38. ↑  Futrell 2006, p. 4.
39. ↑  Guidi 2006, pp. 10-11.
40. ↑  Welch 2007, pp. 15 e 18.
41. ↑  Kyle 1998, p. 67 (nota #84).
42. ↑  Kyle 1998, pp. 80-81.
43. ↑  Livio, XXIII, 30, 15.
44. 1 2  Welch 2007,  p. 21.
45. ↑  Futrell 2006, p. 30.
46. ↑  Livio, XXXIX, 46, 2.
47. ↑  Futrell 2006, pp. 4-5.
48. ↑  Livio, Storia, XLI, 20.
49. 1 2  Kyle 2007, p. 238.
50. ↑  Wiedemann 1992, pp. 6-7.
51. ↑  Valerio Massimo, II, 3, 2.
52. 1 2  (EN) Lintott A, The Constitution of the Roman Republic, Oxford, Clarendon Press, 2004,  p. 183, ISBN 0-19-926108-3.
53. ↑  Guidi 2006, p. 13.
54. 1 2  Mouritsen 2001, p. 97.
55. ↑  (EN) K.M. Coleman, Fatal Charades: Roman Executions Staged as Mythological Enactments, in The Journal of Roman Studies, vol. 80, 1990,  p. 50, DOI:10.2307/300280, JSTOR 300280.
56. 1 2  Kyle 2007, p. 287.
57. ↑  Mouritsen 2001, pp. 32 e 109-111.
58. ↑  Kyle 2007, p. 285.
59. ↑  Welch 2007, p. 197.
60. ↑  Potter e Mattingly 1999, p. 226.
61. ↑  (LA) Orazio, XXXII, in Ars poetica.
62. 1 2  Guidi 2006, p. 76.
63. ↑  (FR) F. Gilbert, Devenir gladiateur : La vie quotidienne à l'école de la mort, Lacapelle-Marival, Editions Archéologie nouvelle, 2013,  p. 25, ISBN 979-10-91458-07-8.
64. ↑  Futrell 2006, p. 24.
65. ↑  Mouritsen 2001, p. 61.
66. ↑  Plutarco, Vite parallele, 17. Alessandro e Giulio Cesare, V, 9.
67. ↑  Kyle 2007, pp. 285-287.
68. ↑  Plinio, XXXIII, 16, 53.
69. ↑  Kyle 2007, pp. 280 e 287.
70. ↑  Wiedemann 1992, pp. 8-10.
71. ↑  Kyle 2007, p. 280.
72. ↑  (LA) Cicerone, Lex Tullia Ambitu.
73. ↑  (EN) Brown S, Death as Decoration: Scenes of the Arena on Roman Domestic Mosaics, in Richlin A (a cura di), Pornography and Representation in Greece and Rome, Oxford University Press, 1992,  p. 184, ISBN 0-19-506723-1.
74. ↑  Paolucci 2003, p. 26.
75. ↑  Meijer 2006, pp. 21-22.
76. ↑  Wiedemann 1992, p. 45.
77. ↑  Cassio Dione, LIV, 2, 3-4.
78. ↑  Guidi 2006, p. 20.
79. ↑  Nossov 2010, p. 18.
80. ↑  Auguet 1994, p. 30.
81. ↑  Paolucci 2003, p. 53.
82. ↑  Svetonio, Vita di Augusto, XLIII, 1.
83. ↑  Svetonio, Vita di Tiberio, XXXIV.
84. ↑  Tacito, IV, 62-64.
85. ↑  Svetonio, Vita di Tiberio, XL.
86. ↑  Paolucci 2003, p. 54.
87. ↑  Tacito, XIV, 17.
88. ↑  CIL VI, 29844,5.
89. ↑  (FR) J.C. Golvin e Landes C, Amphithéâtres & gladiateurs, Presses du CNRS, 1990,  p. 116.
90. ↑   Antonio Maria Colini e Lucos Cozza, Ludus magnus, Roma, 1962,  p. 7.
91. ↑  Cassio Dione, LXII, 18.2.
92. ↑  Cassio Dione, LXV, 25.
93. ↑  Svetonio, Vita di Tito, VII, 3.
94. ↑  Marziale, De spectaculis, VI, 5; VIII, 6; IX, 7; ecc.
95. ↑  Marziale, De spectaculis, XXXI, 29, 27.
96. ↑  Cassio Dione, LXVIII, 15.
97. ↑   Valerio Astolfi, Politica urbanistica e storia urbana nella Roma di Domiziano, Tesi di dottorato, Roma, Università la Sapienza, 2021,  pp. 398-405.
98. ↑  Historia Augusta, Marcus Antoninus Philosophus, 17 e 23.
99. ↑  Futrell 2006, p. 48.
100. ↑  Historia Augusta, Marcus Antoninus Philosophus, 19.
101. ↑  (EN) S.P. Mattern, Rome and the Enemy: Imperial Strategy in the Principate, Berkeley, University of California Press, 2002,  pp. 130-131, ISBN 0-520-23683-1.
102. ↑  Auguet 1994, pp. 30 e 32.
103. ↑  Cassio Dione, LXXIX, 9, 3.
104. ↑  Historia Augusta, Alexander Severus, XXVI, 4 , 8 e XXVIII, 6.
105. ↑  Eusebio, IV, 15; IV, 23 e IV, 26; V, 1.
106. ↑  (EN) Carolyn Osiek, The Self-Defining Praxis of the Developing Ecclesia, in M. Mitchell e F.M. Young (a cura di), Origins to Constantine, The Cambridge History of Christianity, vol. 1, Cambridge University Press, 2006,  p. 287, ISBN 978-1-107-42361-9.
107. ↑  (LA) Agostino di Ippona, VII, 8, in Confessioni.
108. ↑  Ed. in Potter 2010, p. 597.
109. ↑  Potter 2010, pp. 603-604.
110. ↑  Potter 2010, p. 599.
111. ↑  Potter 2010, p. 596.
112. ↑  Potter 2010, p. 602.
113. ↑  Kyle 1998, p. 78.
114. ↑  Tertulliano, Apologeticum, XLIX, 4.
115. ↑  Codice teodosiano, IX, 40, 8 e XV, 9, 1.
116. ↑  (LA) Simmaco, Relatio,  p. 8.3.
117. ↑  Codice teodosiano, II, 8, 19 e 22.
118. ↑  (LA) Teodoreto di Cirro, Historia Ecclesiastica [Storia ecclesiastica]. ed. (LA) Jacques Paul Migne (a cura di), Patrologia Graeca, LXXXII,  p. 5.26.

### Fonti primarie

#### Archivio
- (LA) Accademia delle scienze di Berlino (a cura di), Corpus Inscriptionum Latinarum, 1847-....
- (EN) J.A. Borkowski e P.J. du Plessis, Textbook on Roman Law, Oxford, United Kingdom, Oxford University Press, 2005, ISBN 0-19-927607-2.
- (LA) Giustiniano [et al.] (a cura di), Digesta [Digesto], 50 v., Costantinopoli, 533 d.C. - editio princeps (LA) Digestum infortiatum, Roma, Vito Puecher, 1475.
- (LA) Paulus Jonas Meier (a cura di), De gladiatura romana quaestiones selectae, Bonn, 1881.
- (LA) Eva Margareta Steinby (a cura di), Lexicon Topographicum Urbis Romae, 5 v., Roma, 1996.
- (LA) Teodosio II [et al.] (a cura di), Codex Theodosianus [Codice teodosiano], 16 v., Costantinopoli, 438 d.C.. - editio princeps (LA) Theodor Mommsen e Meyer (a cura di), Theodosiani libri XVI cum constitutionibus Sirmondianis et leges Novellae ad Theodosianum pertinentes, Berlino, Weidemann, 1905.

#### Autori latini e greci
- (LA) Elio Sparziano et al., Historia Augusta, IV secolo.
- (LA) Apuleio, Le metamorfosi, II secolo.
- (GRC) Cassio Dione Cocceiano, Ῥωμαϊκὴ Ἱστορία [Storia romana], III secolo.
- (GRC) Eusebio di Cesarea, Ἐκκλησιαστικῆς ἱστορίας [Storia ecclesiastica].
- (LA) Decimo Giunio Giovenale, Satire, post 127 d.C.
- (LA) Tito Livio, Ab Urbe condita libri, 27 a.C.-14 d.C.
- (LA) Marco Valerio Marziale, Liber de spectaculis, 80 d.C.
- (LA) Marco Valerio Marziale, Epigrammi, 86-102 d.C..
- (LA) Valerio Massimo, Factorum et dictorum memorabilium libri IX, 31 d.C..
- (LA) Petronio, Satyricon, 60 d.C.
- (LA) Plinio il Vecchio, Naturalis historia, 77-78 d.C.
- (GRC) Plutarco, Βίοι Παράλληλοι [Vite parallele], fine I-inizio II secolo.
- (GRC) Polibio, Ἱστορίαι [Storie], II secolo a.C..
- (LA) Gaio Svetonio Tranquillo, Vite dei Cesari, 119-122 d.C.
- (LA) Publio Cornelio Tacito, Annales, 114-120 d.C.
- (LA) Quinto Settimio Fiorente Tertulliano, De spectaculis, pre-206 d.C.
- (LA) Quinto Settimio Fiorente Tertulliano, Apologeticum, 197 d.C.
- (LA) Publio Vegezio Renato, Epitoma rei militaris, IV-V secolo.

### Fonti secondarie

#### In italiano
- Domenico Augenti, Spettacoli del Colosseo: nelle cronache degli antichi, Roma, L'erma di Bretschneider, 2001.
- Federica Guidi, Morte nell'arena : Storia e leggenda dei gladiatori, Mondatori, 2006, ISBN 88-04-55132-1.
- Luciana Jacobelli, Gladiatori a Pompei, Roma, L'"Erma" di Bretschneider, 2003, ISBN 88-8265-215-7.
- Fik Meijer, Un giorno al Colosseo : il mondo dei gladiatori, Laterza, 2006, ISBN 88-420-8158-2.
- Konstantin Nossov, Gladiatori: Sangue e spettacolo nell’antica Roma, Gorizia, 2010  [2005].
- Fabrizio Paolucci, Gladiatori : I dannati dello spettacolo, Giunti, 2003.

#### Altre lingue
- (EN) R. Auguet, Cruelty and Civilization: The Roman Games, New York, Routledge, 1994, ISBN 0-415-10452-1.
- (EN) A. Futrell, A Sourcebook on the Roman Games, Oxford, United Kingdom, Blackwell Publishing, 2006, ISBN 1-4051-1568-8.
- (DE) M. Junkelmann, Das Spiel mit dem Tod: So Kämpften Roms Gladiatoren, Magonza, Verlag Philipp von Zabern, 2000, ISBN 3-8053-2563-0.
- (EN) E. Köhne, Ewigleben C e Jackson R, Gladiators and Caesars: The Power of Spectacle in Ancient Rome, Berkeley and Los Angeles, University of California Press, 2000, ISBN 0-520-22798-0.
- (EN) D.G. Kyle, Spectacles of Death in Ancient Rome, Londra, Routledge, 1998, ISBN 0-415-09678-2.
- (EN) D.G. Kyle, Sport and Spectacle in the Ancient World, Oxford, Blackwell Publishing, 2007, ISBN 978-0-631-22970-4.
- (EN) H. Mouritsen, Plebs and Politics in the Late Roman Republic, Cambridge, Cambridge University Press, 2001, ISBN 0-521-79100-6.
- (EN) David S. Potter, Constantine and the Gladiators, in Classical Quarterly, vol. 60, 2010,  pp. 596-606.
- (EN) David S. Potter e D.J. Mattingly, Life, Death, and Entertainment in the Roman Empire, Ann Arbor, Michigan, University of Michigan Press, 1999, ISBN 0-472-10924-3.
- (EN) K.E. Welch, The Roman Amphitheatre: From Its Origins to the Colosseum, Cambridge University Press, 2007, ISBN 978-0-521-80944-3.
- (EN) T. Wiedemann, Emperors and Gladiators, Londra, Routledge, 1992, ISBN 0-415-12164-7.
- (EN) S. Wisdom e McBride A, Gladiators: 100 BC – AD 200, Oxford, Osprey Publishing, 2001, ISBN 1-84176-299-7.